# Schuimrubber

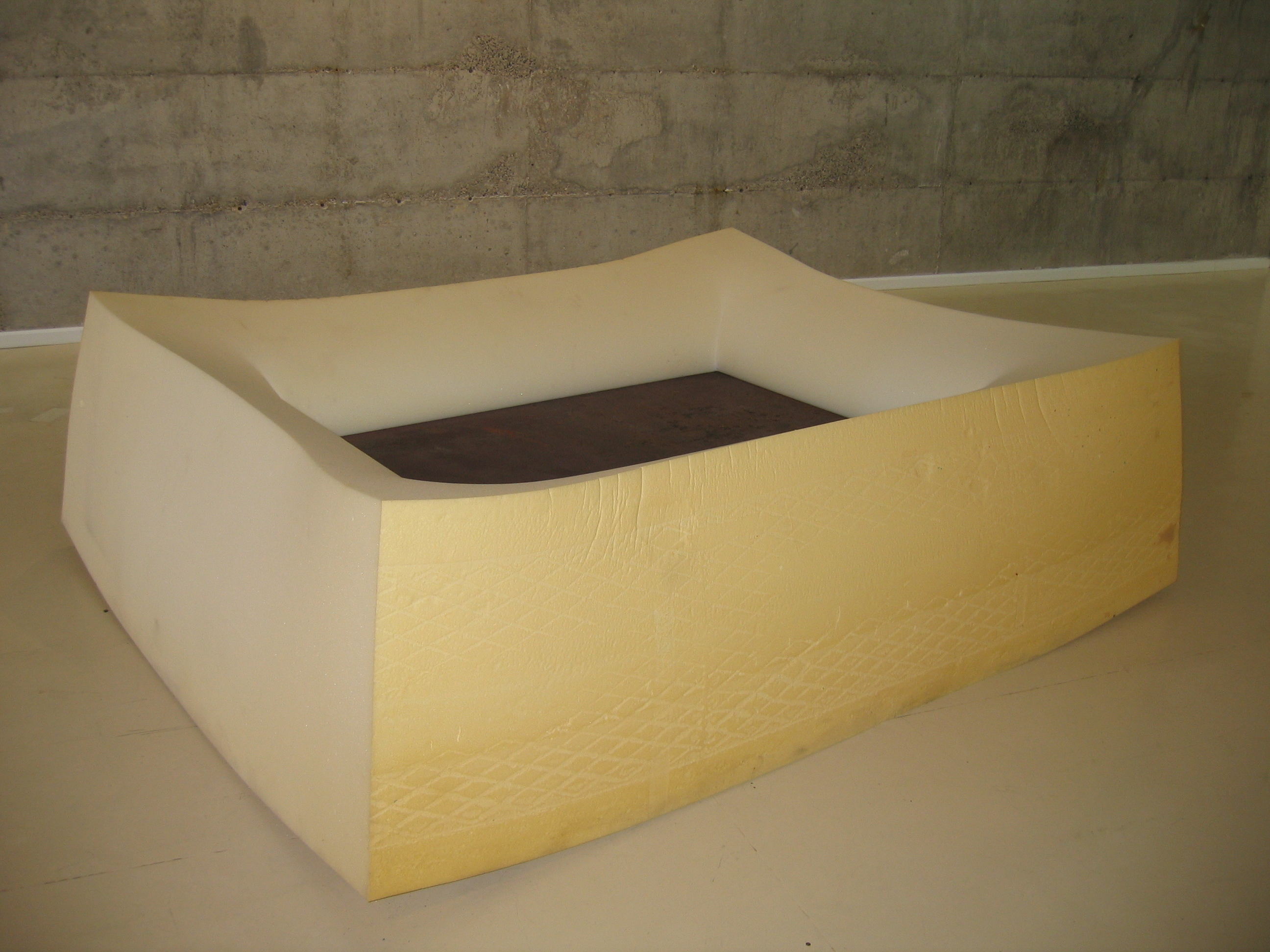
Benni Efrat, Matter on the Move (1969). Schuimrubber met staalplaat.

Schuimrubber is een poreus materiaal (schuim), dat bekendstaat om zijn verende eigenschappen. De gebruikte rubber is van oorsprong een natuurproduct (latex), maar wordt ook langs chemische weg vervaardigd uit nafta. Schuimrubber wordt veel gebruikt voor matrassen.
Een vergelijkbaar materiaal is polyetherschuim (gemaakt van polyether). Ten onrechte wordt ook dit wel "schuimrubber" genoemd.